# (3725) Valsecchi
(3725) Valsecchi est un astéroïde de la ceinture principale.

## Description
(3725) Valsecchi est un astéroïde de la ceinture principale. Il fut découvert le 1er mars 1981 à Siding Spring par Schelte J. Bus. Il présente une orbite caractérisée par un demi-grand axe de 2,68 UA, une excentricité de 0,20 et une inclinaison de 11,4° par rapport à l'écliptique.

## Compléments